# Jatahara
Jatahara (en népalais : जटहारा) est un comité de développement villageois du Népal situé dans le district de Rautahat. Au recensement de 2011, il comptait 8 891 habitants.